# Golestan (dystrykt)
Golestan lub też Gulistan (pasztuński/perski: گلستان), jeden z powiatów w afgańskiej prowincji Farah. Zamieszkiwany w 80% przez Pasztunów, a poza tym przez mniejszość tadżycką. W przybliżeniu w 2004 roku mieszkało tam 53780 osób.
Główne miasto nosi tę samą nazwę – Golestan (Gulistan), położone jest na wysokości 1434 m w górskiej części powiatu.
We wrześniu 2005 Talibowie opanowali tereny powiatu.